# Neumünster w Würzburgu
Neumünster śś. Jana Ewangelisty i Jana Chrzciciela – rzymskokatolicka świątynia znajdująca się w niemieckim mieście Würzburg.

## Historia
Kościół wzniesiono w miejscu, gdzie w 689 męczeńską śmierć ponieśli apostołowie Frankonii: Kilian, Kolonat i Totnan. Pierwszy budynek im poświęcony wzniósł w VIII wieku biskup Megingoz, a w 1060 biskup Adalbero erygował kapitułę. W XI wieku wzniesiono romańską bazylikę, a w XIII wieku wzniesiono prezbiterium. Wieżę wybudowano w roku 1230, a prace ukończono około roku 1250; budynek przykryty był wtedy płaskim stropem. Na początku XVII wieku kościół przebudowano w stylu renesansowym oraz wzniesiono sklepienia. W latach 1710–1716 powstała kopuła projektu Josepha Greissinga oraz barokowa fasada, a do roku 1788 wnętrze przebudowali bracia Johann Baptist i Dominikus Zimmermannowie. W 1803 doszło do kasaty kapituły, a po dwóch latach kanonie sprywatyzowano. Kościół ucierpiał podczas bombardowania i pożaru miasta z 16 marca 1945, zniszczona została część wyposażenia. Do roku 1949 odremontowano elewacje. Do ukończenia odbudowy katedry w 1967 świątynia była konkatedrą diecezji. W 1989 budynek poddano renowacji, a w latach 2007–2009 wyremontowano wyposażenie.

## Architektura i wyposażenie
Kościół trójnawowy, z romańskim transeptem i prezbiterium oraz barokową fasadą i wystrojem wnętrza. Na dziedzińcu na północ od świątyni, znanym jako Lusamgärtlein, stoją pozostałości romańskiego krużganku z końca XII wieku. W zachodniej części korpusu nawowego kościoła ustawiono ośmiokątną kopułę udekorowaną barokowymi freskami autorstwa Nikolausa Gottfrieda Stubera. Freski na sklepieniu wykonał Johann Baptist Zimmermann. We wnętrzu świątyni przechowywany jest m.in. średniowieczny wizerunek Chrystusa Boleściwego. W skrzyżowaniu naw zawieszony jest późnogotycki krucyfiks z lat 1470–1510. II wojnę światową przetrwało pięć z czternastu ołtarzy. Ołtarz główny wykonali w roku 1721 bracia Zimmermannowie, w 1778 został przebudowany w stylu klasycystycznym przez Johanna Georga Wintersteina. W transepcie stoją późnorokokowe ołtarze śś. Tekli i Michała autorstwa Johanna Petera Alexandra Wagnera. Z lat 20. XVIII wieku pochodzą ołtarze Matki Bożej i Apostołów Piotra i Pawła Balthasara Esterbauera. Stalle w transepcie wykonał w latach 1780–1781 Johann Georg Winterstein. Rokokowa ambona z 1758 została zniszczona w 1945 roku. W 2009 roku pod kopułą ustawiono dwa klasycystyczne ołtarze boczne Johanna Petera Alexandra Wagnera, stojące dawniej w sąsiedniej katedrze, poświęcone śś. Janowi Chrzcicielowi i Szczepanowi. Organy wykonano w 1949 roku w warsztacie Klais Orgelbau w Bonn i wyremontowano w 2009 roku, mają elektryczną trakturę gry. Na wieży kościoła zawieszonych jest 5 dzwonów, odlanych w 1952 w ludwisarni Alberta Junkera w Brilonie, o tonach c', es', f', g' i b'.

### Krypta
W krypcie znajdują się groby świętych: Kiliana, Kolonata i Totnana, biskupów: św. Burcharda, Megingoza/Megingauda, Matthiasa Ehrenfrieda i Karla Eberta oraz błogosławionego księdza Jerzego Häfnera. Ołtarz w krypcie pochodzi z około roku 1250, stoi na nim brązowy relikwiarz św. Kiliana autorstwa Heinricha Gerharda Bückera, który wykonał również obrazy drogi krzyżowej. Przy wschodniej ścianie znajduje się VIII-wieczny nagrobek św. Kiliana, nad którym wisi obraz Chrystusa Triumfatora, wykonany w 1993 przez Michaela Triegla.

## Galeria

Przekrój świątyni
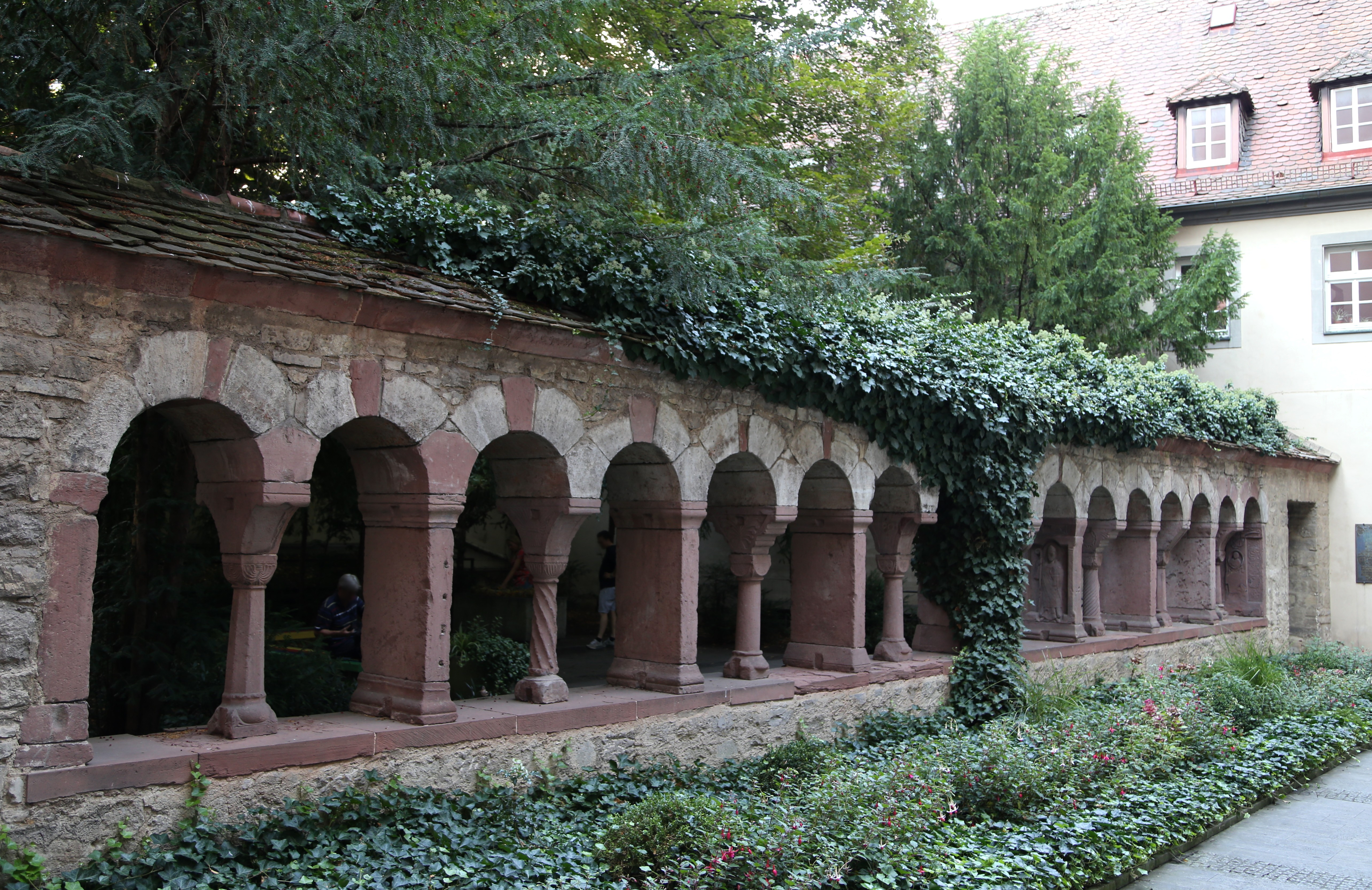
Pozostałości krużganków na dziedzińcu
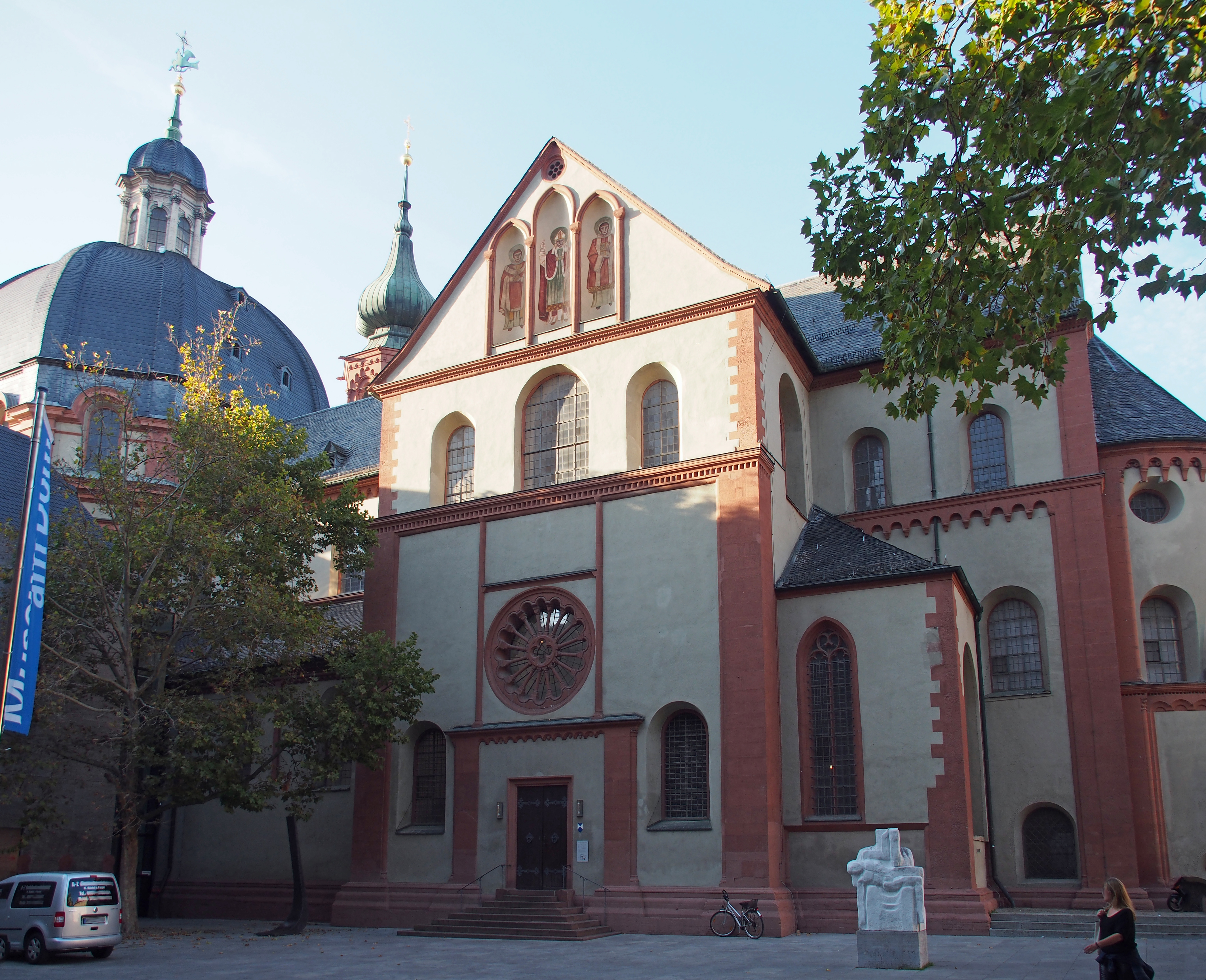
Romański transept i prezbiterium
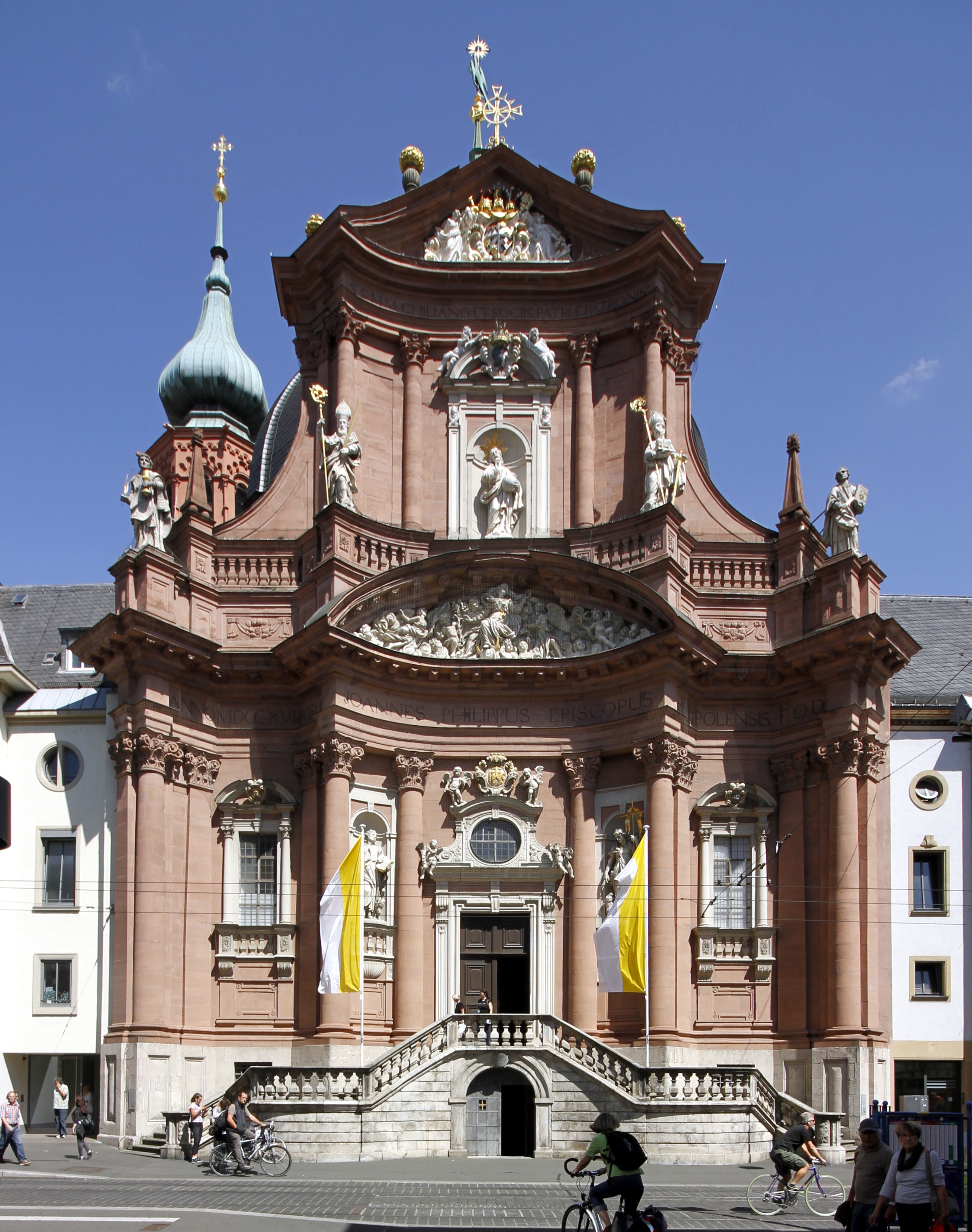
Barokowa fasada
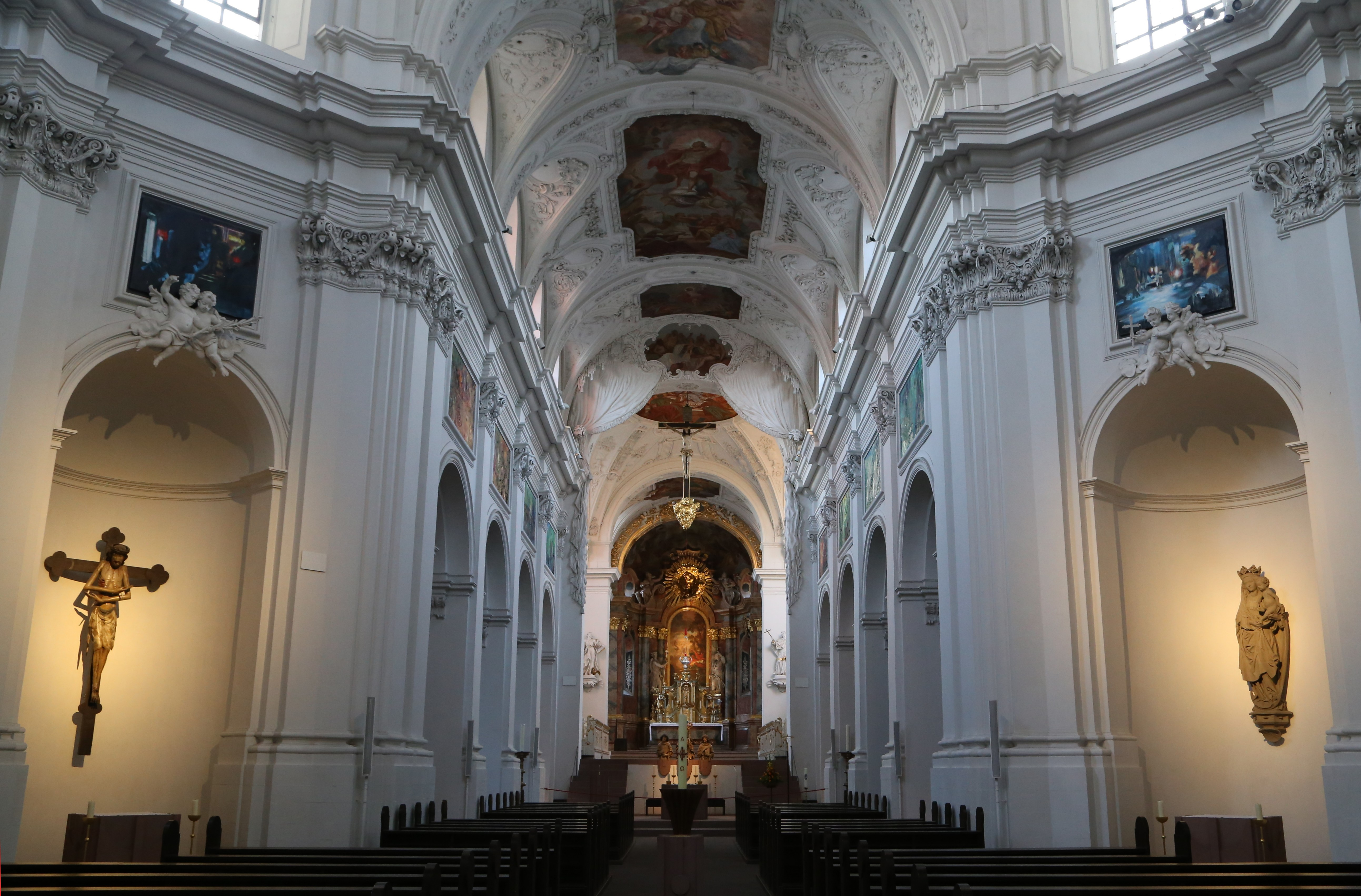
Wnętrze
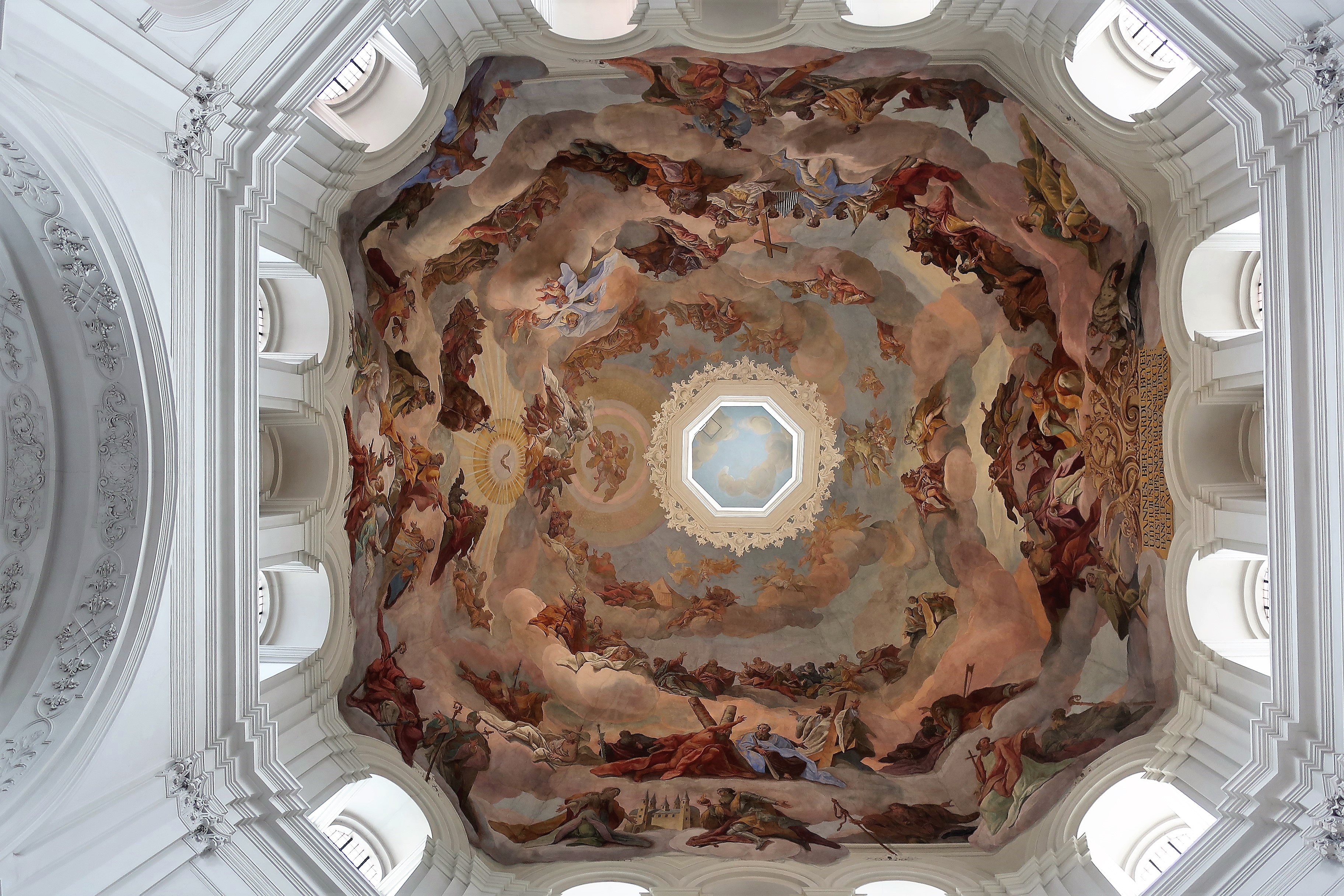
Kopuła
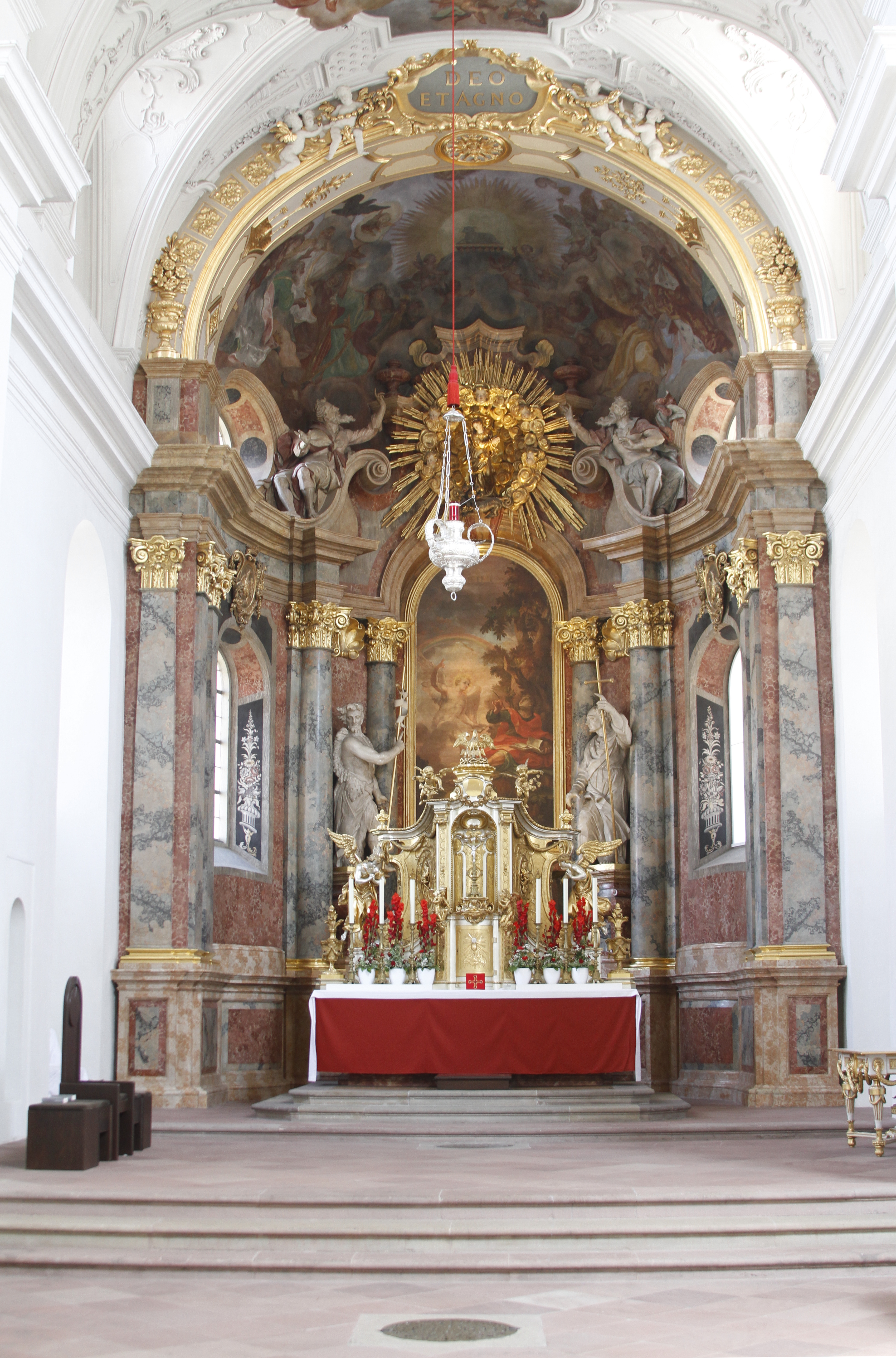
Prezbiterium z ołtarzem głównym
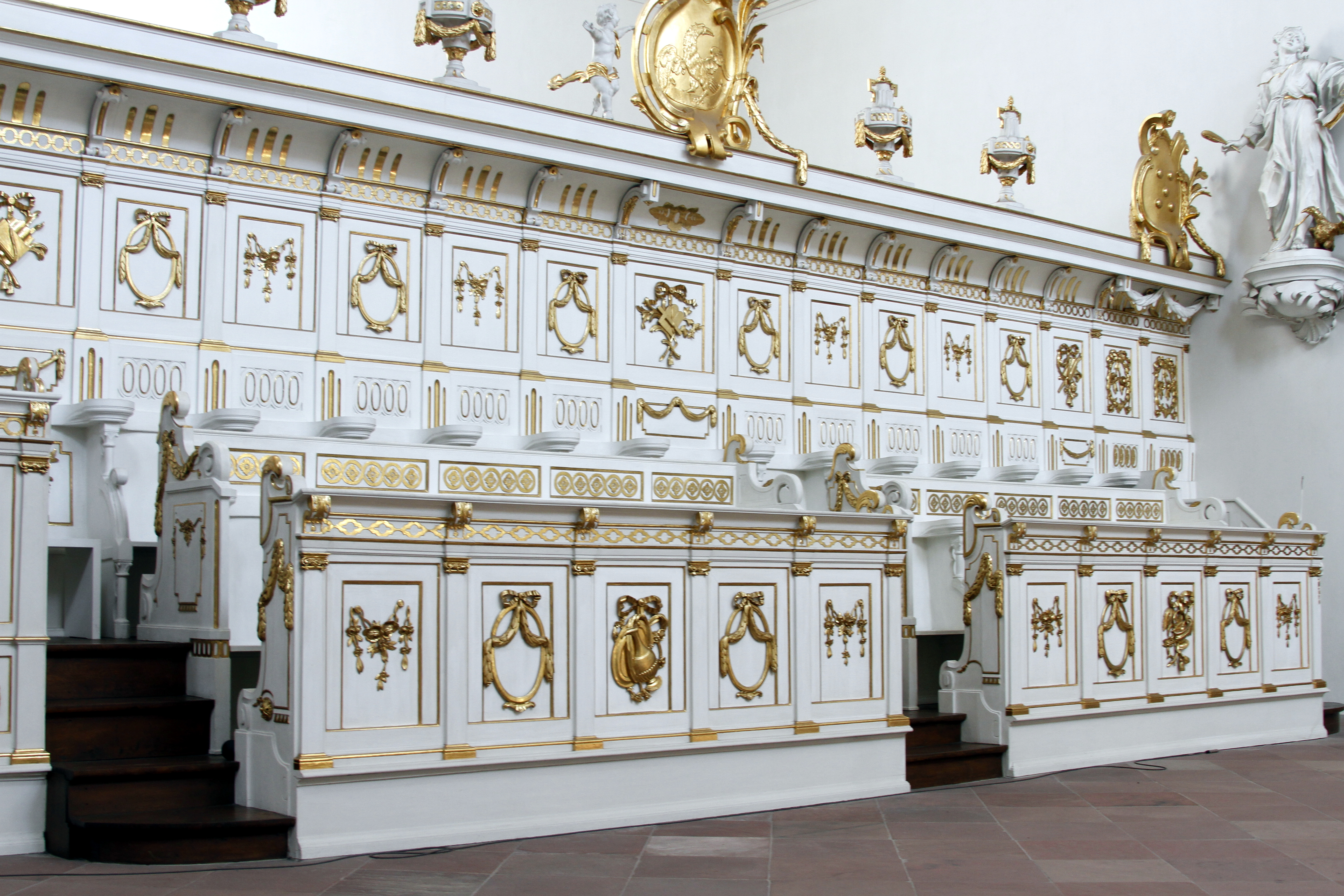
Stalle
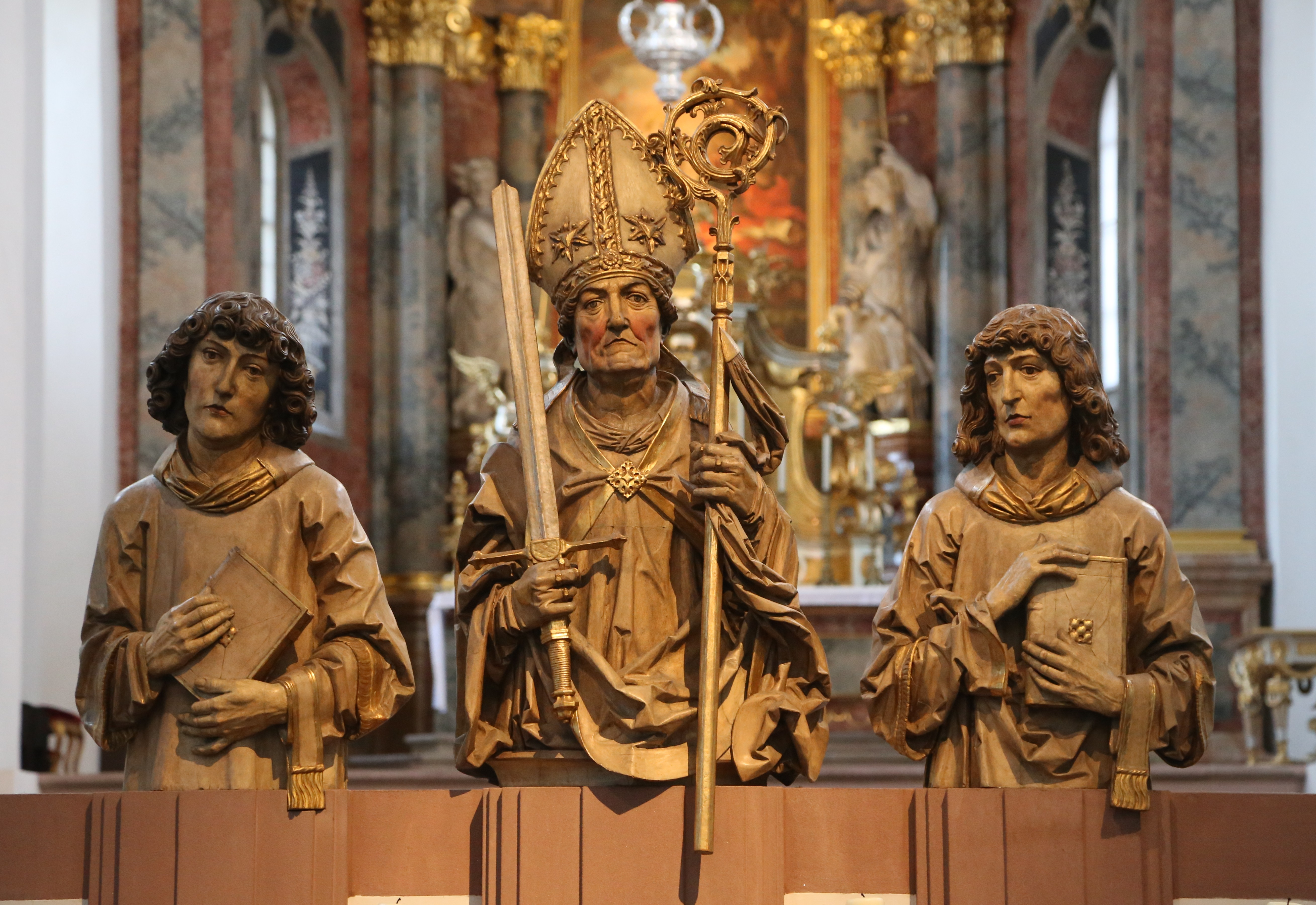
Figury śś. Kiliana, Kolonata i Totnana
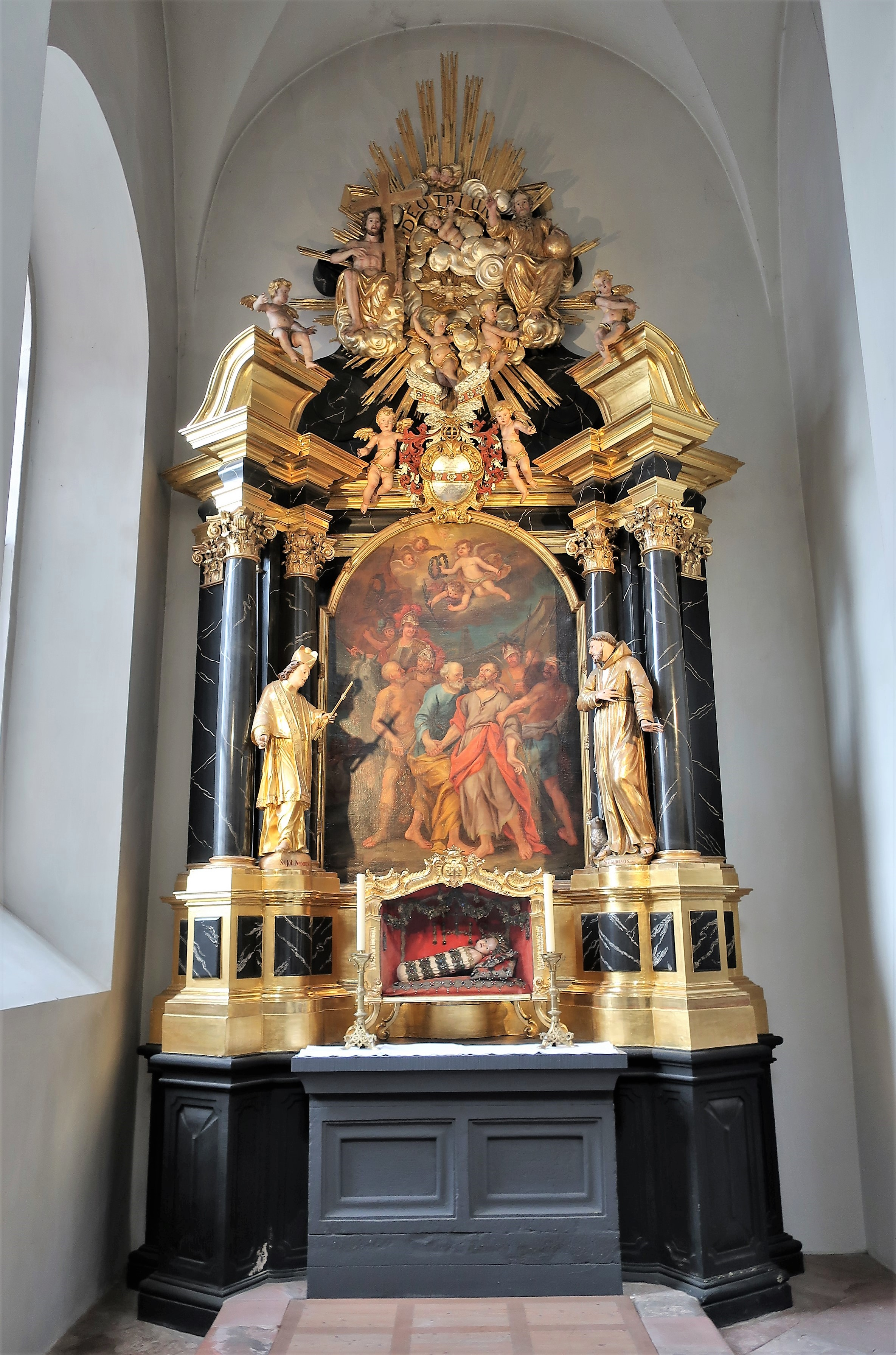
Ołtarz śś. Piotra i Pawła
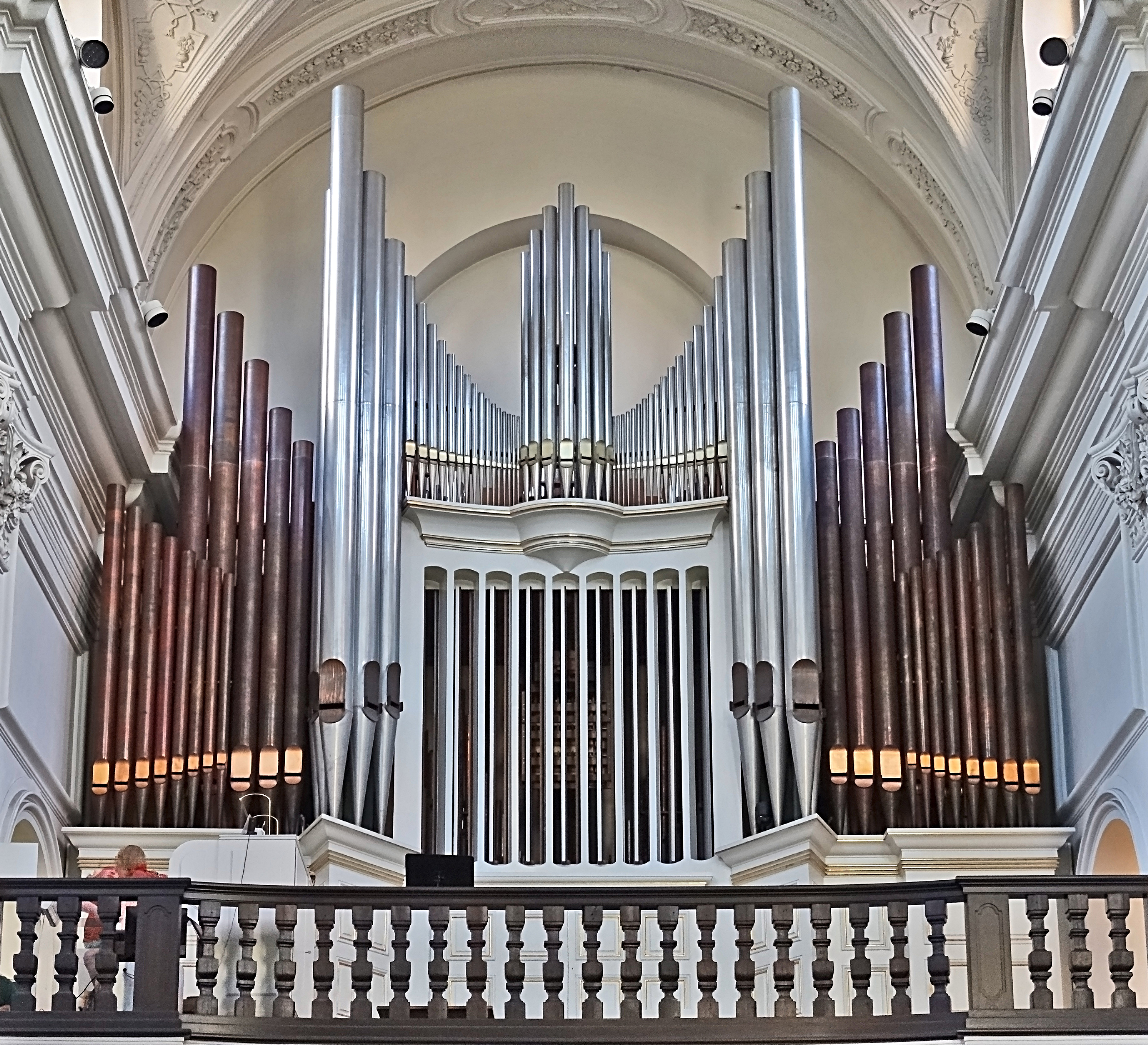
Organy
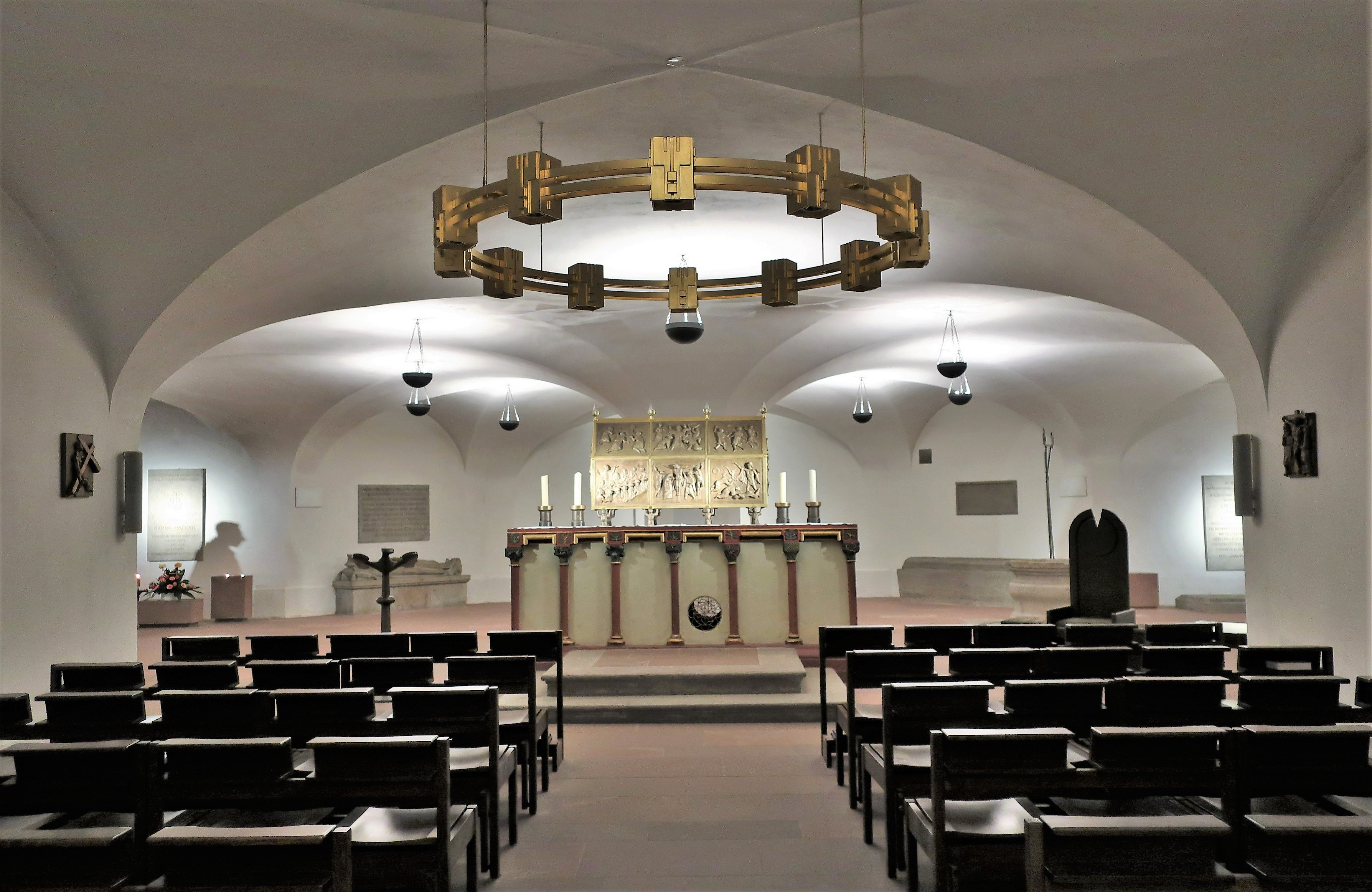
Krypta